# Niemieżanka
Niemieżanka (lit. Nemėžėlė) – wieś na Litwie, w okręgu wileńskim, w rejonie wileńskim, w gminie Rudomino, przy zjeździe z drogi magistralnej A15 na drogę krajową 106.

## Historia
W dwudziestoleciu międzywojennym zaścianek leżący w Polsce, w województwie wileńskim, w powiecie wileńsko-trockim, w gminie Rudomino. W 1931 miejscowość liczyła 15 mieszkańców, zamieszkałych w 5 budynkach.
Po II wojnie światowej w granicach Związku Sowieckiego. Od 1991 na niepodległej Litwie.